# Warner Bros.
 (транскр.  Ворнер брос ентертејнмент), познат и као Warner Bros. и Warner Bros. Pictures (транскр.  Ворнер брос пикчерс) те за време трговања као Warner Brothers Pictures, Inc., америчка је индустрија забаве. Она је дивизија компаније Ворнер мидија, са својим седиштем лоцираним у Бурбанку, Калифорнији. Такође, припада једном од „шест великих” главних америчких филмских студија.
Дана 22. октобра 2016. године, компанија Еј-Ти ен Ти достигла је договор да купи компанију Тајм Ворнер за 108,7 милијарди америчких долара. Ако федерални регулатори дозволе куповину, спајање би довело својства Тајм Ворнера, укључујући Ворнер Брос., под контролу Еј-Ти ен Ти компаније.